# Criophthona aridalis
Criophthona aridalis is een vlinder uit de familie van de grasmotten (Crambidae), uit de onderfamilie van de Spilomelinae. De wetenschappelijke naam van deze soort is voor het eerst voorgesteld door George Francis Hampson in een publicatie uit 1913. De spanwijdte van het vrouwtje bedraagt 20 millimeter.
De soort komt voor in Congo-Kinshasa en Zuid-Afrika.